# Karl Scheurer
Karl Scheurer, född den 27 september 1872 i Erlach, död den 14 november 1929 i Bern, var en schweizisk politiker.
Scheurer blev 1920 medlem av förbundsrådet, där han förestod det militära departementet. Han var förbundsrådets vicepresident 1922 och 1929 samt förbundspresident 1923.